# Hans Hödl
Hans Hödl (verheiratet Hödl-Ganster, * 18. Jänner 1937 in Graz; † 9. November 2019 ebenda) war ein österreichischer Bergsteiger, Wanderexperte und Fotograf.

## Biografie
Hödl studierte Philosophie und Theologie und arbeitete anschließend als Lektor im Styria Verlag. Als späterer Verlagsleiter baute er die Sparte Bildband, Wander- und Bergbücher auf. Außerdem war er zehn Jahre als Lehrbeauftragter an der Universität Graz tätig. Er lehrte sein Spezialgebiet Verlagswesen.
Von 1973 bis 1993 schrieb er wöchentlich die Kolumne Auf Schusters Rappen in der Kleinen Zeitung. Das Thema war das Wandern, das bis zuletzt seine Leidenschaft war. In seinen Wanderbüchern beschrieb er Touren, die er selbst gegangen ist, und hielt dazu Multivisionsvorträge.
Er lebte in Graz. Er wurde am Zentralfriedhof Graz beerdigt.

## Publikationen
- 70 ausgewählte Wanderungen in der Steiermark. Auf Schusters Rappen Band 1, 2. Auflage, Styria, Graz 1979, 1985, ISBN 3-222-11184-7.
- 100 neue Wanderungen in der Steiermark. Auf Schusters Rappen Band 2, 2. Auflage, Styria, Graz 1985, ISBN 3-222-11534-6.
- mit Wim van der Kallen (Bilder): Gefährdete Paradiese. Naturlandschaften in Österreich. Styria, Graz 1985, ISBN 3-222-11602-4.
- Bergerlebnis Steiermark. Styria, Graz 1989, ISBN 3-222-11881-7.
- Das Beste aus Auf Schusters Rappen. Mit neuen Touren. Styria, Graz 1991, ISBN 3-222-12012-9.
- mit Robert Wurst, Werner Rachoy: Auf Österreichs grossen Wegen. Die Weitwanderwege 01 - 10. 2. verbesserte Auflage, Styria, Graz 1984, 1991, ISBN 3-222-11540-0.
- mit Norbert Hausegger: Der Hochschwab. Bergsteiger von einst erzählen. Styria, Graz 1993, ISBN 3-222-12219-9.
- Vom Dachstein ins Weinland. Neue prachtvolle Touren am Dachstein, in den Tauern und zu den hohen Almen. Styria, Graz 1998, ISBN 3-222-12572-4.
- Wandererlebnis Wiener Hausberge. Gutensteiner Alpen, Schneeberg, Rax, Schneealpe, Semmering. NP-Buchverlag, St. Pölten 1999, ISBN 3-85326-109-4.
- Wandererlebnis Hochschwab und Hohe Veitsch. Almen, Gipfelwege, Hütten. NP-Buchverlag, St. Pölten 2003, ISBN 3-85326-130-2.
- Bergerlebnis Schladminger Tauern. Die Wege zu den Gipfeln, Almen, Bergseen und Hütten. Leykam, Graz 2006, ISBN 3-85489-128-8.
- Bergerlebnis Wölzer, Rottenmanner, Triebener Tauern und Seckauer Alpen. Die Wege zu den Gipfeln, Almen, Bergseen und Hütten. Steirische Verlagsgesellschaft, Graz 2008, ISBN 978-3-85489-149-9.
- Wandererlebnis Totes Gebirge. Gipfel, Hütten, Seen. 3. aktualisierte Auflage, Residenz-Verlag, St. Pölten 2008, ISBN 978-3-7017-3080-3.
- Erlebniswanderungen in der Steiermark. Zu Almen, Hütten, Bergseen und Klammen. Steirische Verlagsgesellschaft, Graz 2011, ISBN 978-3-85489-164-2.